# Bunmeiron no gairyaku
 (文明論之概略, "Esboço de uma Teoria da Civilização") é um ensaio de história publicado por Fukuzawa Yukichi no dia 20 de agosto de 1875.
Fukuzawa Yukichi busca situar a história do Japão num processo de progresso da civilização. É inspirado no trabalho de historiadores franceses como Historia da Civilização na Europa de François Guizot ou ingleses como Historia da Civilização da Inglaterra de Henry Thomas Buckle para esclarecer a sua noção de civilização.